# Bač
Bač (cyr. Бач, węg. Bács, niem. Batsch) – miasto w Serbii; w Wojwodinie; w okręgu południowobackim; w regionie Baczka, 6190 mieszkańców (2010). Miasto zamieszkują głównie Serbowie.
W mieście, od którego nazwę wzięła cała kraina (Baczka), znajduje się kilka cennych zabytków:
- ruiny średniowiecznej twierdzy,
- kościół i klasztor franciszkański,
- barokowy kościół z XVIII wieku,
- ruiny tureckiej łaźni.

## Współpraca
- Vlist, Holandia
- Vukovar, Chorwacja
- Senica, Słowacja